# Star Ocean: The Divine Force
Star Ocean: The Divine Force es un juego en desarrollo del género de rol  de acción  del estudios  tri-As y publicado por Square Enix. Saldrá para Windows de Microsoft, PlayStation 4, PlayStation 5, Xbox One, y Xbox Serie X/S en 2022. La banda sonora del juego será compuesta por  Motoi Sakuraba, con  arte diseñado por Akira Yasuda. Será la sexta entrega más importante  en la serie de Star Ocean